# Cairo Sharks
I Cairo Sharks sono stati una squadra di football americano del Cairo, in Egitto, fondata nel 2012. Sono inattivi dal  2017.
Hanno vinto due titoli nazionali.

## Dettaglio stagioni

### Tornei nazionali

#### Campionato

##### ELAF
| Stagione | regular season | regular season | regular season | regular season | regular season | regular season | playoff | playoff | playoff | playoff | playoff | playoff      | playoff        |
|          | Vin            | Par            | Per            | Tot            | PF             | PS             | Vin     | Per     | Tot     | PF      | PS      | risultato    | avversaria     |
| -------- | -------------- | -------------- | -------------- | -------------- | -------------- | -------------- | ------- | ------- | ------- | ------- | ------- | ------------ | -------------- |
| 2014     | -              | -              | -              | -              | -              | -              | 1       | 0       | 1       | 16      | 12      | Campioni     | GUC Eagles     |
| 2016     | 8              | 0              | 0              | 8              | 228            | 50             | -       | -       | -       | -       | -       | Campioni     | -              |
| 2017     | 3              | 0              | 1              | 4              | 48             | 22             | 0       | 2       | 2       | 26      | 30      | Quarto posto | Cairo Gorillas |
| Totale   | 11             | 0              | 1              | 12             | 276            | 72             | 1       | 2       | 3       | 42      | 42      |              |                |

Fonti: Enciclopedia del Football - A cura di Roberto Mezzetti

## Palmarès
- 2 Pharaohs Bowl (2014, 2016)